# オヤマテスコ
オヤマテスコ（1975年3月19日 - ?）は、日本中央競馬会に所属していた競走馬・繁殖牝馬。1978年の桜花賞を優勝。
馬齢は2000年以前に使用されていた旧評価（数え年）を用いる。

## 経歴
父・テスコボーイはイギリス産馬で日本導入後におけるその産駒でのクラシック成績は日本ダービーを除く全勝で、典型的なスピード血統のため距離の壁に泣く馬が多かったが、天皇賞（秋）に勝利したホクトボーイを出すなど母系の相性によっては克服することも少なくなかった。オヤマテスコが桜花賞を制した1978年から2年連続でリーディングサイアーを獲得するなど、ノーザンテーストが出現するまで、日本の生産界に君臨した大種牡馬である。母・トサハヤテはセントライトの母・フリッパンシー、そして小岩井農場の影響を強く受けており、ブルードメアサイアー・トサミドリはプリメロ産駒のセントライトの半弟、母の母・ミスフロントはセントライトの代表産駒・セントオーの仔。また7代母ヘレンサーフは小岩井農場の基礎輸入牝馬の一頭である。

### 戦績
1977年（3歳）11月6日の京都の新馬戦でデビューし、福永洋一騎乗で2着に5馬身差の圧勝。12月は中京の3歳牝馬特別（600万下）を柴田政見を鞍上に3着、手綱が福永に戻った阪神のかえで賞（300万下）は生涯唯一の1番人気に支持され、道中4番手から中位で伸びたものの2着であった。1着、2着、3着を1回ずつ経験して3歳シーズンを終え、1978年（4歳）は年明け1月の白梅賞（300万下）から始動。道中は3コーナーまで7番手につけ、4コーナーで先頭に立つとそのまま押し切って2勝目を挙げる。2月の4歳ステークスでは、前年12月の中京以来の対戦であったサンエムジョオーにアタマ差で競り勝った。重賞初挑戦の阪神4歳牝馬特別は後方を進み、レース中に不利があったものの、サンエムジョオー・ダークロードの3着に入った。このレースで1番人気であったラブリトウショウは4着に敗れ、レース後に故障を発症して戦線離脱。バンブトンコート・インターグシケンと共に「関西3羽ガラス」といわれたラブリトウショウの不在で一気に混沌となり、迎えた4月8日の本番ではダークロードが1番人気、ラブリトウショウに先着したオヤマテスコが2番人気、それらをトライアルで負かした1番人気候補のサンエムジョオーは20番という外枠が嫌われ、3番人気であった。レースは5番人気のサニーフラワーが真っ先に飛び出すと、タイテエム産駒のタイリボン、ハツウマと追いかけ、ウエスタンダッカ、アスコットロベリアが続いた。中団より後ろにオヤマテスコを含む有力馬3頭が固まるが、ファンは鞍上の福永がどこから行くのかとオヤマテスコの動向を注目する。3コーナーから4コーナーでタイリボンが先頭に立ち、2馬身離れて2番手にサニーフラワー、さらに3馬身離れて3番手にウエスタンダッカが続いた。外を通ってサンエムジョオーが有力馬3頭の中で一番早く動き、鞍上の田所秀孝が仕掛けたことで流れが変わる。小野幸治騎乗のダークロード、田島良保騎乗のケイルビイが動き、福永のオヤマテスコは一呼吸おいて、一番外から進出を開始。4コーナーを回って直線へ入ると、オヤマテスコが内に切れて一気に先行馬群を呑み込む。その時に横にいたサンエムジョオーばかりか、横並びの4、5頭が外から絞められごちゃついた。福永は内心焦ったが、先頭に躍り出ようとするオヤマテスコにムチを振るう。実況の杉本清（当時・関西テレビアナウンサー）が「懸命に、懸命に、福永洋一騎手のバチ捌き!」と言うほどであり、最内で粘るサニーフラワーを交わしてついに先頭に立つ。しかし直線の入口で不利を受けた馬たちが物凄い脚で迫り、中でもサンエムジョオーが外から馬体を合わせに来たところがゴール。物議を醸した直線入口の件に関してお咎めはなく、写真判定の結果、オヤマテスコがサンエムジョオーの追撃をハナ差凌いで優勝。生涯唯一の重賞勝ちがGI級レース・八大競走制覇となり、管理調教師の山本正司は開業4年目で初めてであった。鞍上の福永は山本の騎手時代の弟弟子であり、前年のインターグロリアに続く桜花賞連覇となるが、この勝利がオヤマテスコにとって最後の勝利となる。桜花賞の後はオークスを目指して東上し、4歳牝馬特別・東に出走。レースと同日に福永が京都4歳特別でカンパーリに騎乗するため、代打で稲葉的海が騎乗。桜花賞馬ながら6番人気と低評価で、14頭立ての最下位に終わる。オークス本番は3番人気と上げたが、トライアルの大敗が嫌われての離れた3番人気であり、レースでもファイブホープの6着に終わる。夏を休養に当て、秋は初の古馬相手となる京都牝馬特別で復帰。9頭立ての9番人気と評価を落としたが、4着と掲示板に入る健闘を見せる。三冠最終戦のエリザベス女王杯はリードスワローの2番人気で結果は7着、オークス馬・ファイブホープ（8着）には先着した。阪神牝馬特別8着で4歳シーズンを終え、5歳になった1979年は金杯・西16着、中日新聞杯14着と初の牡馬相手の重賞で2戦続けて全く良いところがなく、平場のオープンでも7着と掲示板にすら入れない有り様であった。河内洋が騎乗した阪急杯7着、武邦彦が騎乗した高松宮杯でネーハイジェットから2.0秒も離された9着。このレースを最後に現役を引退。

### 引退後
引退後の1980年からは繁殖牝馬となり、25歳となる2000年まで出産を続け、牝馬7頭を含む12頭もの産駒を輩出。大物こそいないものの、2014年時点では子孫のドゥルキスが地方競馬で走っていた。
2000年11月17日付けで用途変更。没年は不詳だが「競走馬のふるさと案内所」にある同馬のページにて墓参りについての案内があることからそれ以降に死亡したことが確認できる。

## 競走成績
- 1977年（3戦1勝）
  - 2着 - かえで賞
  - 3着 - 3歳牝馬特別
- 1978年（9戦3勝）
  - 1着 - 桜花賞・4歳ステークス・白梅賞
  - 3着 - 阪神4歳牝馬特別
- 1979年（5戦0勝）

※太字は八大競走を含むGI級レース。